# Embalsamamiento

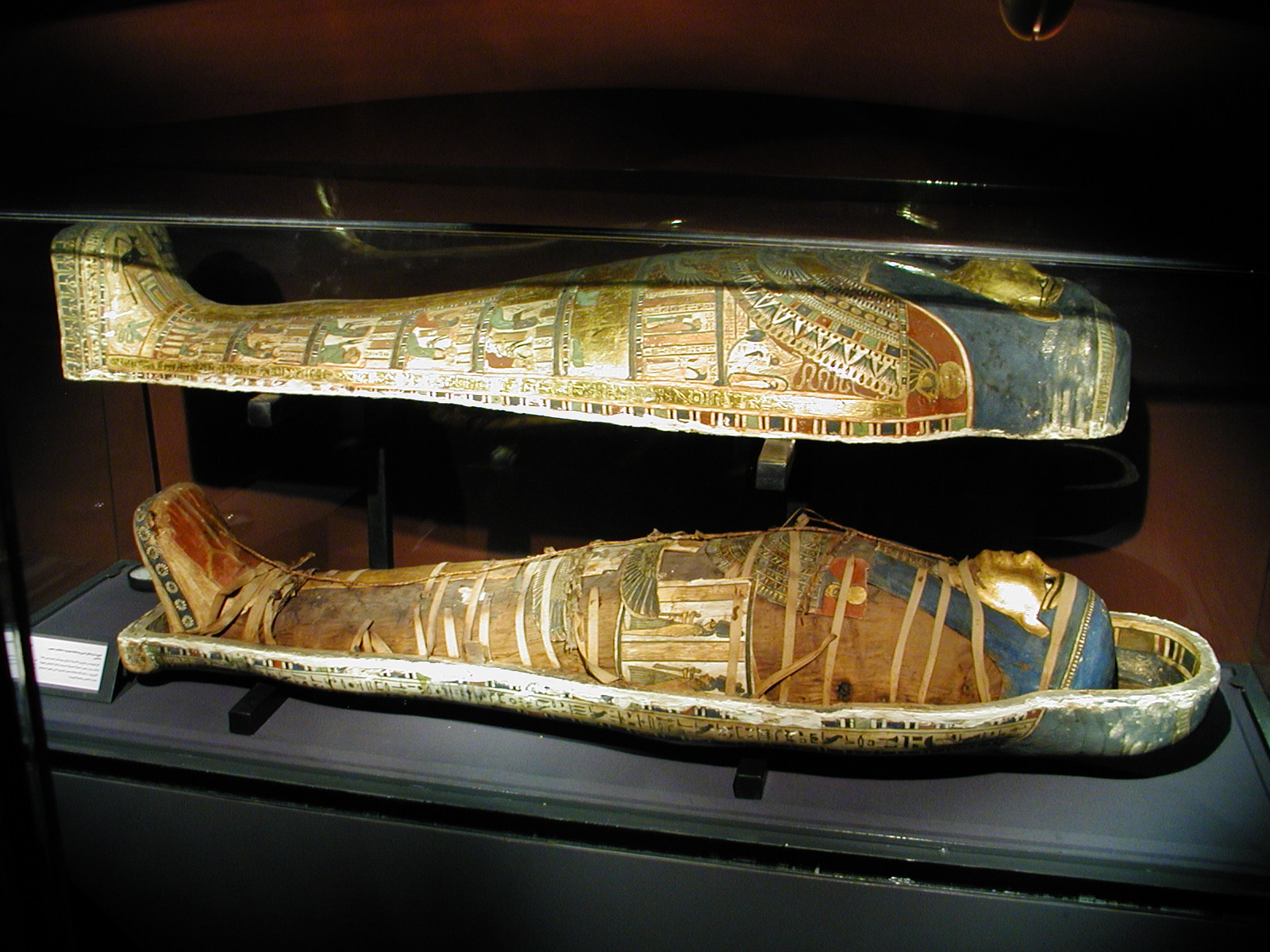
Momia egipcia embalsamada.

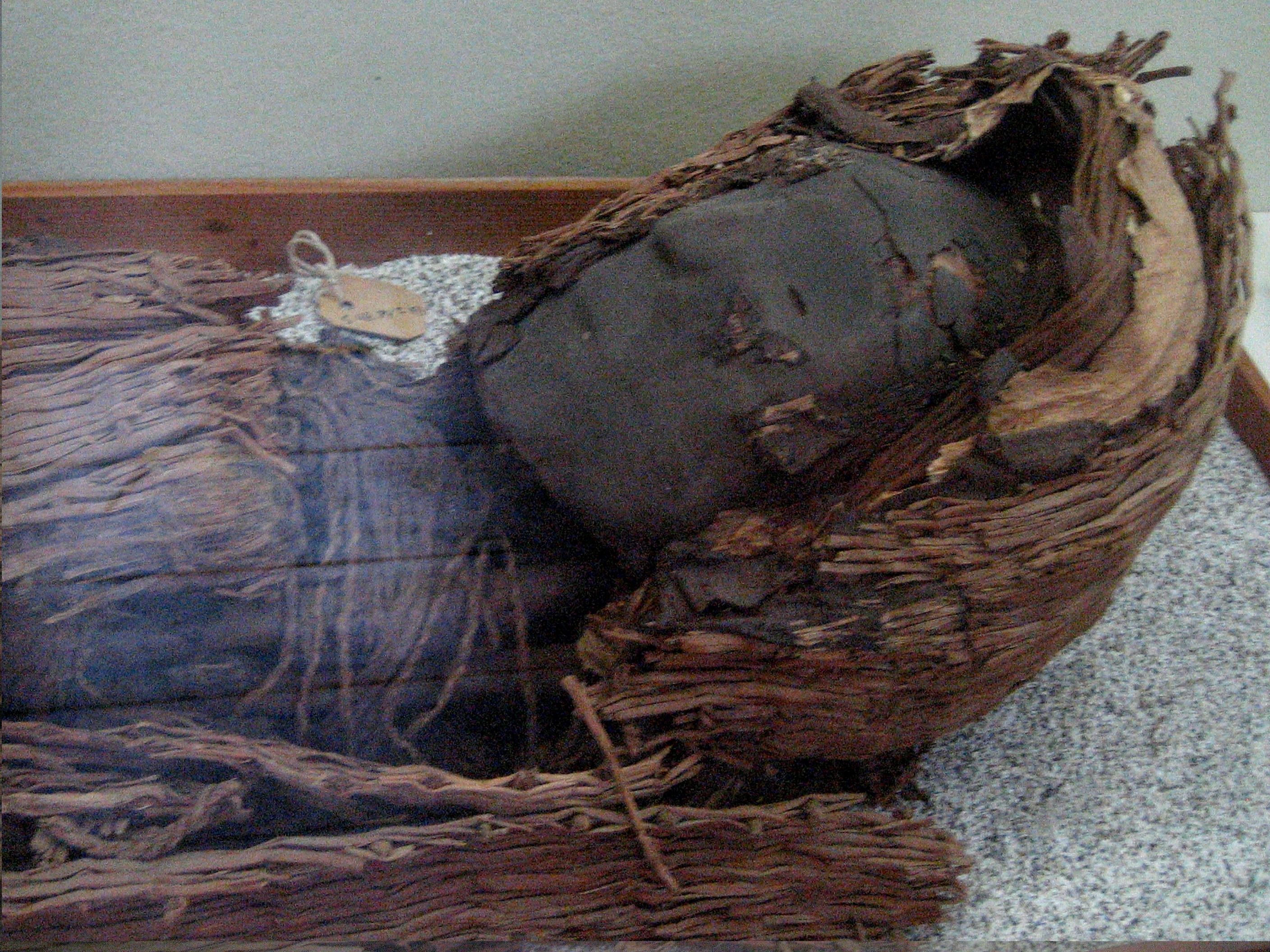
Momia de la Cultura Chinchorro.

El embalsamamiento, momificación o mirlado es una práctica tanatopráxica que utiliza generalmente sustancias químicas, en especial resinas o bálsamos, y cuyo objetivo es preservar la integridad de los cadáveres, evitando su putrefacción.
Las referencias más antiguas de la práctica se remontan al antiguo Egipto; sin embargo, se ha descrito que la preservación de los cadáveres también se acostumbraba entre las culturas sudamericanas —particularmente en el caso de la cultura Chinchorro, en el norte de Chile, la primera del mundo en momificar artificialmente a sus muertos aproximadamente desde el 5050 a. C., y también entre los incas en Perú —mediante diversos procesos y técnicas diferentes a las egipcias. Cuando lo que se trata de preservar son animales, se denomina taxidermia.
En la actualidad, se han sometido a un proceso de embalsamamiento los cuerpos de personajes como Lenin (1924), Eva Perón (1952), Hồ Chí Minh (1969) y Mao Zedong (1976).

## Embalsamamiento en Egipto
En el antiguo Egipto enterraban, inicialmente, a sus muertos en la caliente arena del desierto, en recipientes con hierbas, lo que provocaba que los restos se disecaran rápidamente, previniéndolos así de la descomposición; posteriormente eran sepultados. Más tarde, comenzaron a construir mastabas de adobe, e idear el complejo proceso de la momificación y los rituales asociados con el entierro que dieron origen a los ritos funerarios.
La práctica se originó debido a la creencia en la inmortalidad del espíritu humano, según la mitología egipcia, dando lugar al desarrollo del embalsamamiento y la momificación, para poder preservar la identidad del individuo en el más allá, de acuerdo con sus costumbres. También creían que para pasar con éxito el Juicio de Osiris, el cuerpo debía conservarse intacto. Descubren que el cuerpo simplemente enterrado no tarda en estropearse y buscando una razón con el tiempo dan con la solución: el cuerpo tiene mucha agua lo que hace que se descomponga con facilidad.
Aprendieron a extraer del cuerpo los órganos, la sangre y todo aquello que facilitase su descomposición, al final los enterraban en la arena del desierto y después de un tiempo empezaron a tratarlo con natrón, lo que era mucho más costoso e hizo que hubiera dos tipos de enterramientos: los de aquellos que tenían pocos bienes y los de aquellos que tenían mucho, o lo suficiente como para permitirse un mineral tan "raro" como el natrón. Uno de los peores castigos era tirar el cuerpo al agua o arrojarlo al fuego, haciendo imposible la inmortalidad de esa persona.
Además debían comportarse en vida, lo cual se comprobaba con una balanza en la que se colocaban el corazón (los actos) y la pluma (la justicia), si el corazón pesaba lo mismo o menos era una persona pura y se le otorgaba la inmortalidad, si no era una persona pura su corazón era comido por Ammyt, «la que destruye los malvados», representada normalmente sentada y es el nombre egipcio del normalmente denominado «devorador». Estaba compuesto por una parte leona, una parte hipopótamo y otra parte cocodrilo.

### El proceso de embalsamamiento
El embalsamamiento egipcio alcanzó su máximo desarrollo alrededor de la cuarta dinastía. Casi todas las vísceras eran retiradas, excepto los riñones y el corazón, y la cavidad corporal se trataba con una disolución de natrón. Después, el cuerpo se recubría completamente con natrón pulverizado. 

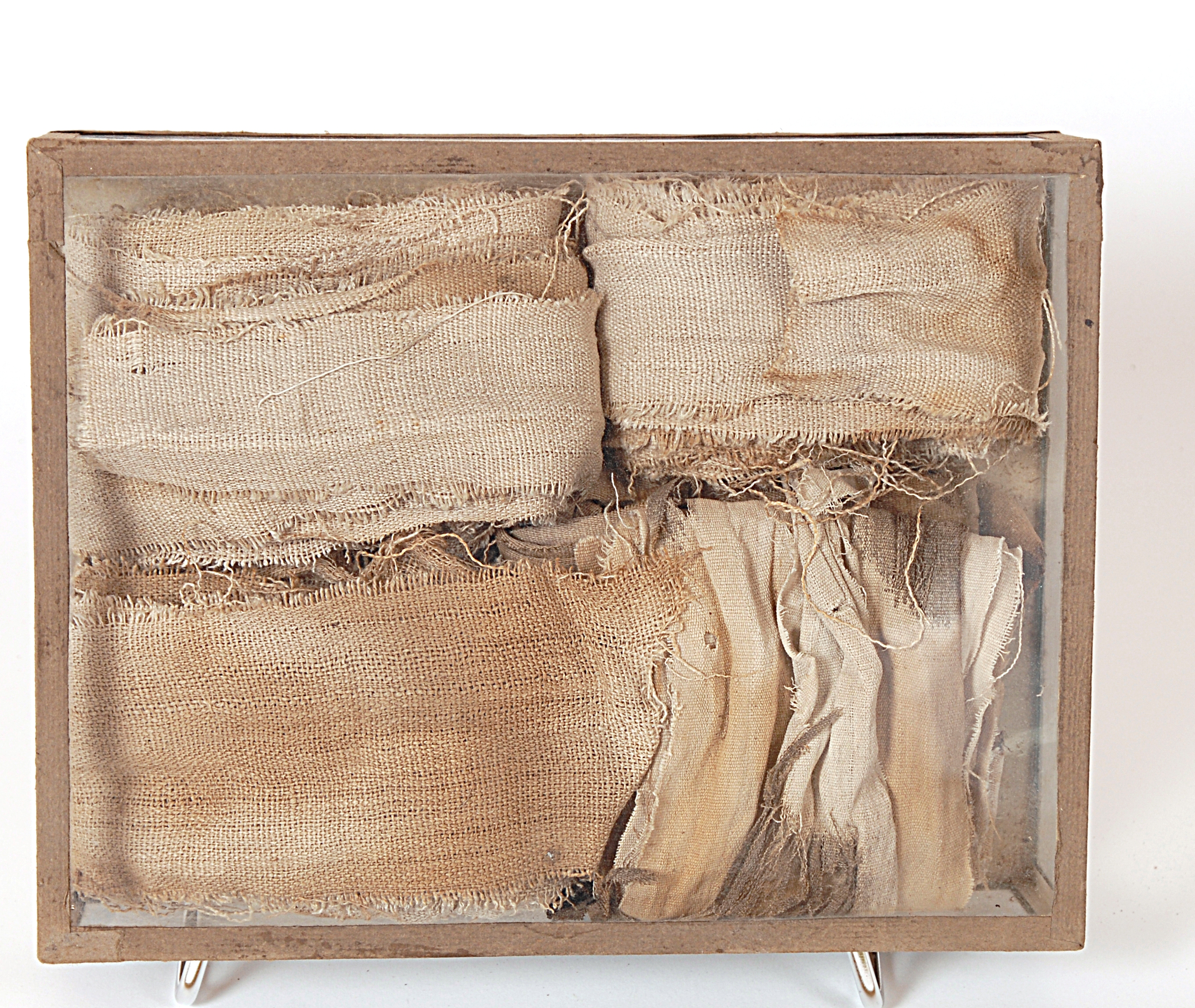
Conjunto de vendas de lino, conservadas en la Biblioteca Museo Víctor Balaguer.

Después de extraerlo del natrón, el cuerpo era recubierto, tanto por dentro como por fuera, con resina para preservarlo, se envolvía con vendajes de lino, engarzando escarabeos, amuletos y otros talismanes religiosos. En el caso de la realeza, eran colocados dentro de una serie de ataúdes jerarquizados, siendo el exterior un sarcófago de piedra, normalmente. Los intestinos, pulmones, hígado y estómago eran preservados por separado y almacenados en los vasos canopos, quedando protegidos así por los cuatro hijos de Horus.[cita requerida]
Dos papiros describen el ritual del embalsamamiento, aunque de forma incompleta: el conocido como "Papiro 3 de Bulaq", el más extenso, que se halla en el Museo Egipcio de El Cairo, y el papiro número 5.158, que se encuentra en el Museo del Louvre.[cita requerida]

### El embalsamamiento egipcio según Heródoto
Heródoto, el historiador griego del siglo V a. C., en su Historia, Libro II, Euterpe, expone el modo de embalsamamiento egipcio:

LXXXVI. Allí tienen oficiales especialmente destinados a ejercer el arte de embalsamar, los cuales, apenas es llevado a su casa algún cadáver, presentan desde luego a los conductores unas figuras de madera, modelos de su arte, las cuales con sus colores remedan al vivo un cadáver embalsamado. La más primorosa de estas figuras, dicen ellos mismos, es la de un sujeto cuyo nombre no me atrevo ni juzgo lícito publicar. Enseñan después otra figura inferior en mérito y menos costosa, y por fin otra tercera más barata y ordinaria, preguntando de qué modo y conforme a qué modelo desean se les adobe el muerto; y después de entrar en ajuste y cerrado el contrato, se retiran los conductores. Entonces, quedando a solas los artesanos en su oficina, ejecutan en esta forma el adobo de primera clase. Empiezan metiendo por las narices del difunto unos hierros encorvados, y después de sacarle con ellos los sesos, introducen allá sus drogas e ingredientes. Abiertos después los ijares con piedra de Etiopía aguda y cortante, sacan por ellos los intestinos, y purgado el vientre, lo lavan con vino de palma y después con aromas molidos, llenándolo luego de finísima mirra, de casia, y de variedad de aromas, de los cuales exceptúan el incienso, y cosen últimamente la abertura. Después de estos preparativos adoban secretamente el cadáver con nitro durante setenta días, único plazo que se concede para guardarle oculto, luego se le faja, bien lavado, con ciertas vendas cortadas de una pieza de finísimo lino, untándole al mismo tiempo con aquella goma de que se sirven comúnmente los egipcios en vez de cola. Vuelven entonces los parientes por el muerto, toman su momia, y la encierran en un nicho o caja de madera, cuya parte exterior tiene la forma y apariencia de un cuerpo humano, y así guardada la depositan en un aposentillo, colocándola en pie y arrimada a la pared. He aquí el modo más exquisito de embalsamar los muertos.

LXXXVII. Otra es la forma con que preparan el cadáver los que, contentos con la medianía, no gustan de tanto lujo y primor en este punto. Sin abrirle las entrañas ni extraerle los intestinos, por medio de unos clísteres llenos de aceite de cedro, se lo introducen por el orificio, hasta llenar el vientre con este licor, cuidando que no se derrame después y que no vuelva a salir. Adóbanle durante los días acostumbrados, y en el último sacan del vientre el aceite antes introducido, cuya fuerza es tanta, que arrastra consigo en su salida tripas, intestinos y entrañas ya líquidas y derretidas. Consumida al mismo tiempo la carne por el nitro de afuera, sólo resta del cadáver la piel y los huesos; y sin cuidarse de más, se restituye la momia a los parientes.
LXXXVIII. El tercer método de adobo, de que suelen echar mano los que tienen menos recursos, se deduce a limpiar las tripas del muerto a fuerza de lavativas, y adobar el cadáver durante los setenta días prefijados, restituyéndole después al que lo trajo para que lo vuelva a su casa.

LXXXIX. En cuanto a las matronas de los nobles del país y a las mujeres bien parecidas, se toma la precaución de no entregarlas luego de muertas para embalsamar, sino que se difiere hasta el tercero o cuarto día después de su fallecimiento. El motivo de esta dilación no es otro que el de impedir que los embalsamadores abusen criminalmente de la belleza de las difuntas, como se experimentó, a lo que dicen, en uno de esos inhumanos, que se llegó a una de las recién muertas, según se supo por la delación de un compañero de oficio.
Heródoto, Euterpe.

## Evolución de creencias

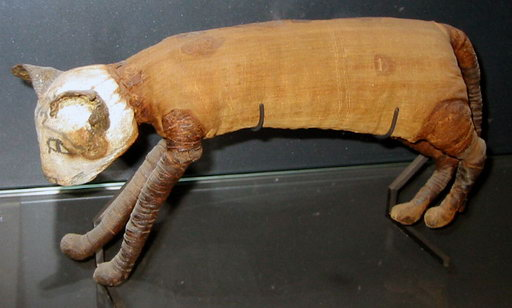
Gato egipcio embalsamado.

Los faraones de las primeras dinastías fueron considerados inmortales y eran los únicos seres que podrían seguir viviendo en el más allá. Posteriormente, los nobles y los altos jerarcas se consideraron merecedores de disfrutar de vida eterna, adoptando también rituales similares de momificación y enterramiento, extendiéndose esta facultad a la mayoría de la población con el paso de los siglos, al evolucionar los sistemas de creencias religiosas. En la Biblia, se menciona que tanto el patriarca Jacob como su hijo el visir José fueron embalsamados tras sus respectivos fallecimientos (Génesis) aunque los hebreos no llevaban a cabo dicha práctica funeraria.
Pollinctor es el nombre que recibía en la Antigua Roma el esclavo del Libitinarius, al servicio de las pompas fúnebres, que tenía por responsabilidad el lavar y embalsamar los cadáveres, preparándolos antes de ser enterrados o incinerados.

### Otros seres embalsamados
También fueron embalsamadas otras criaturas que se consideraban encarnaciones vivientes de los dioses o sus manifestaciones. Se han encontrado en estado momificado: toros, ibis, cocodrilos, gatos, babuinos, serpientes, percas del Nilo, etc. Estos disponían, en algunas poblaciones, de necrópolis o complejos funerarios específicos, como el Serapeum de Saqqara.

## Embalsamamiento en la actualidad

### Uso de herramientas para embalsamamiento en la actualidad
- Bomba electro-inyectora

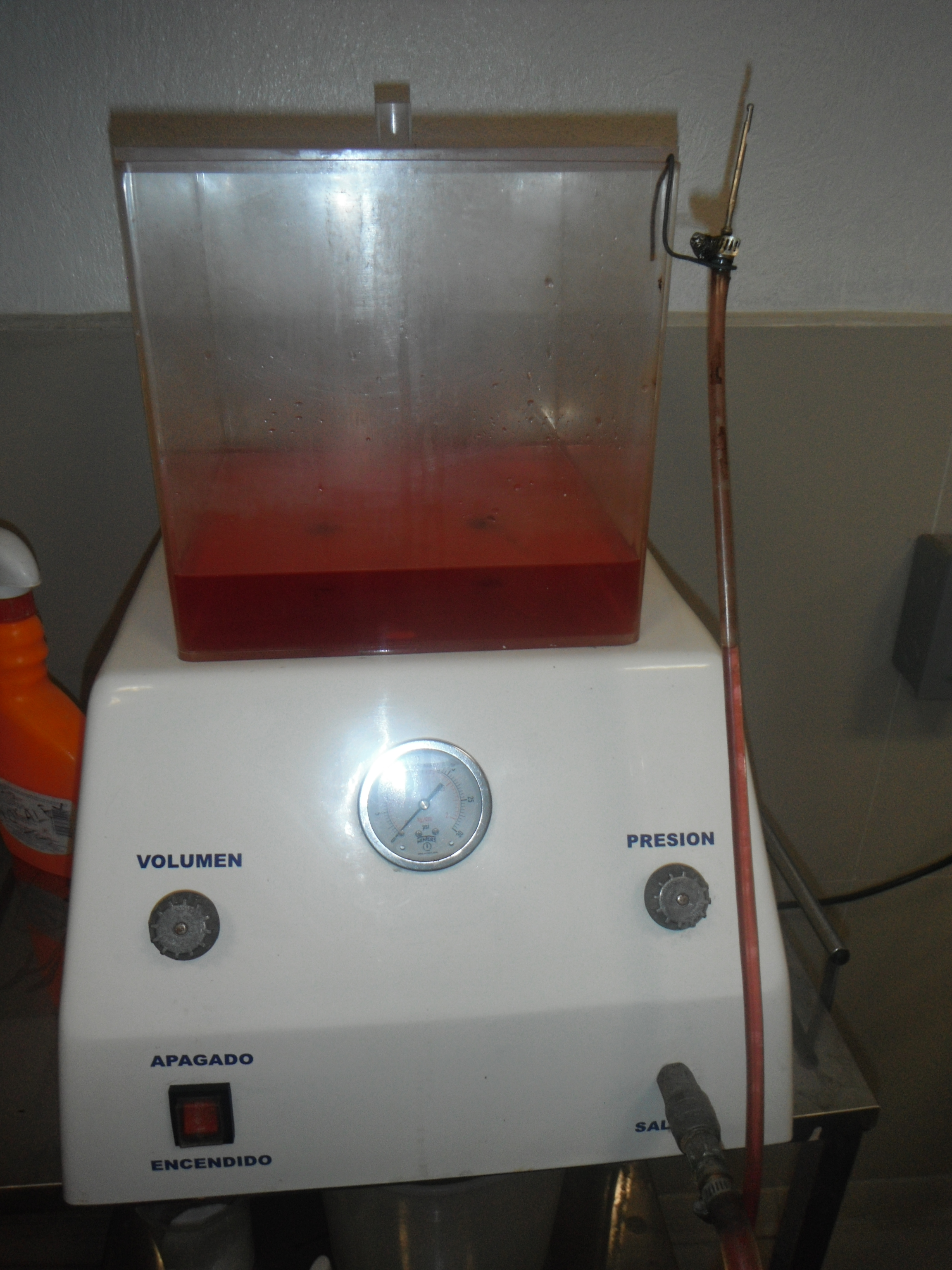
Bomba inyectora

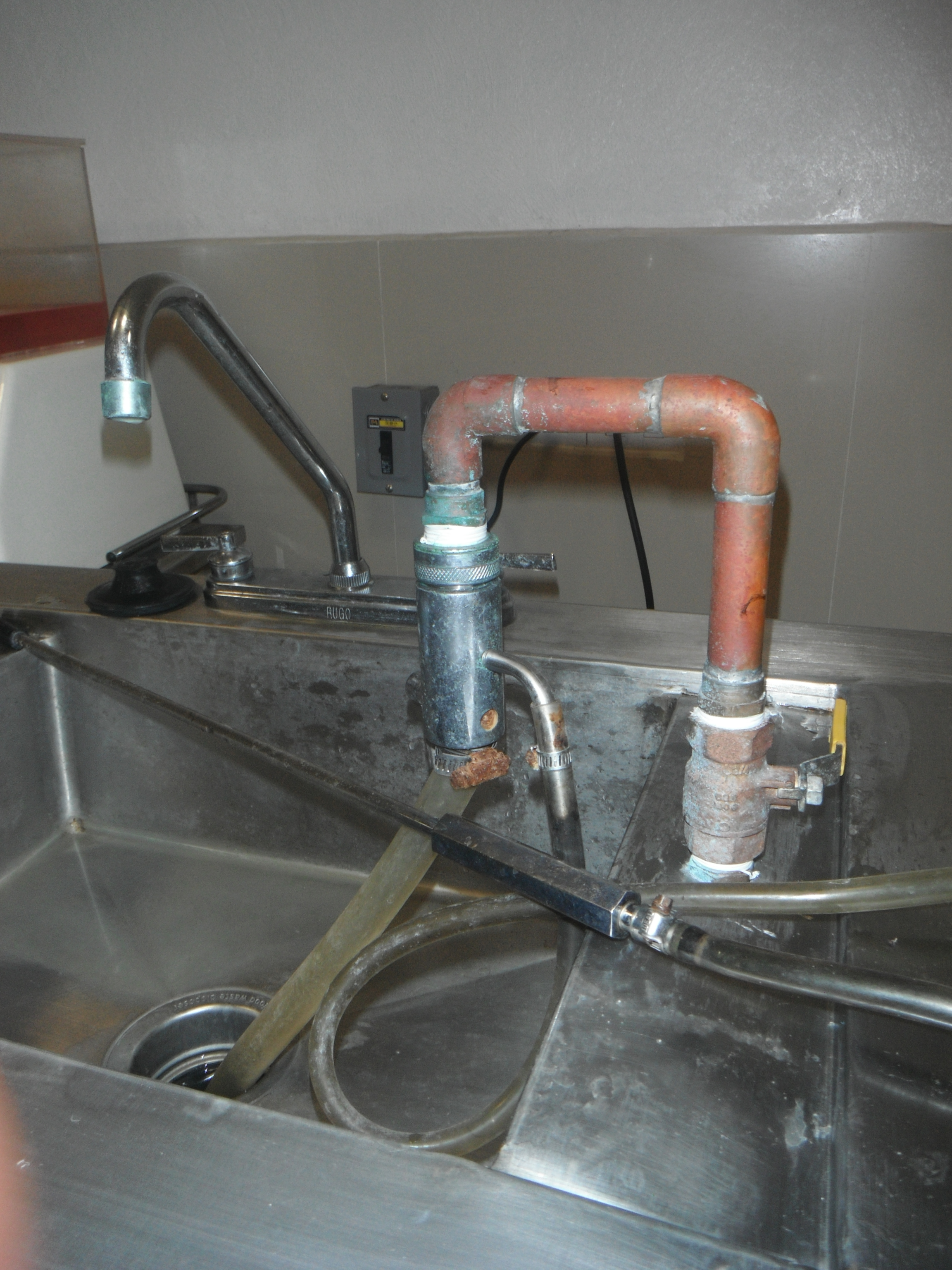
Hidrobomba

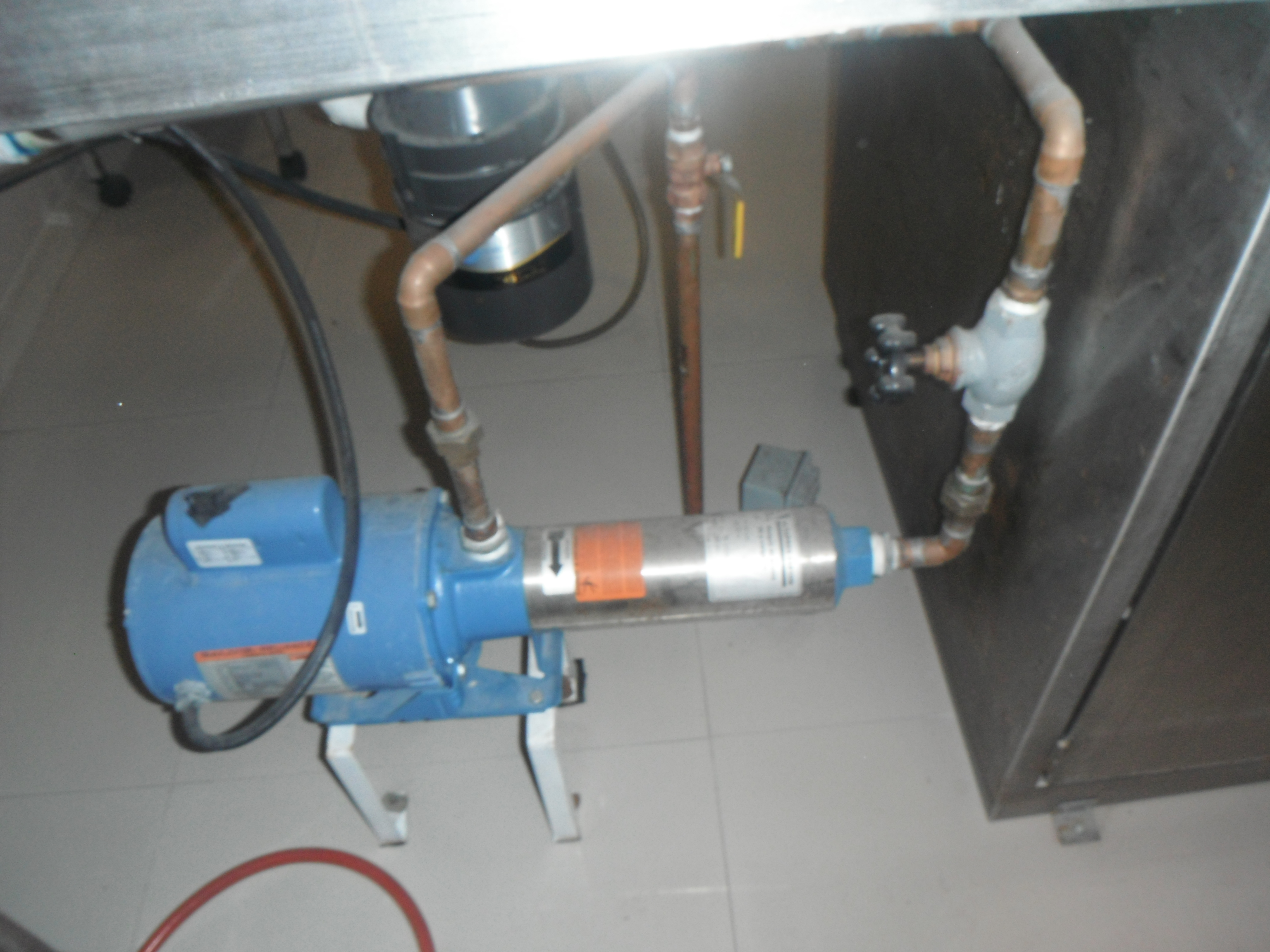
Bomba conectada a hidrobomba

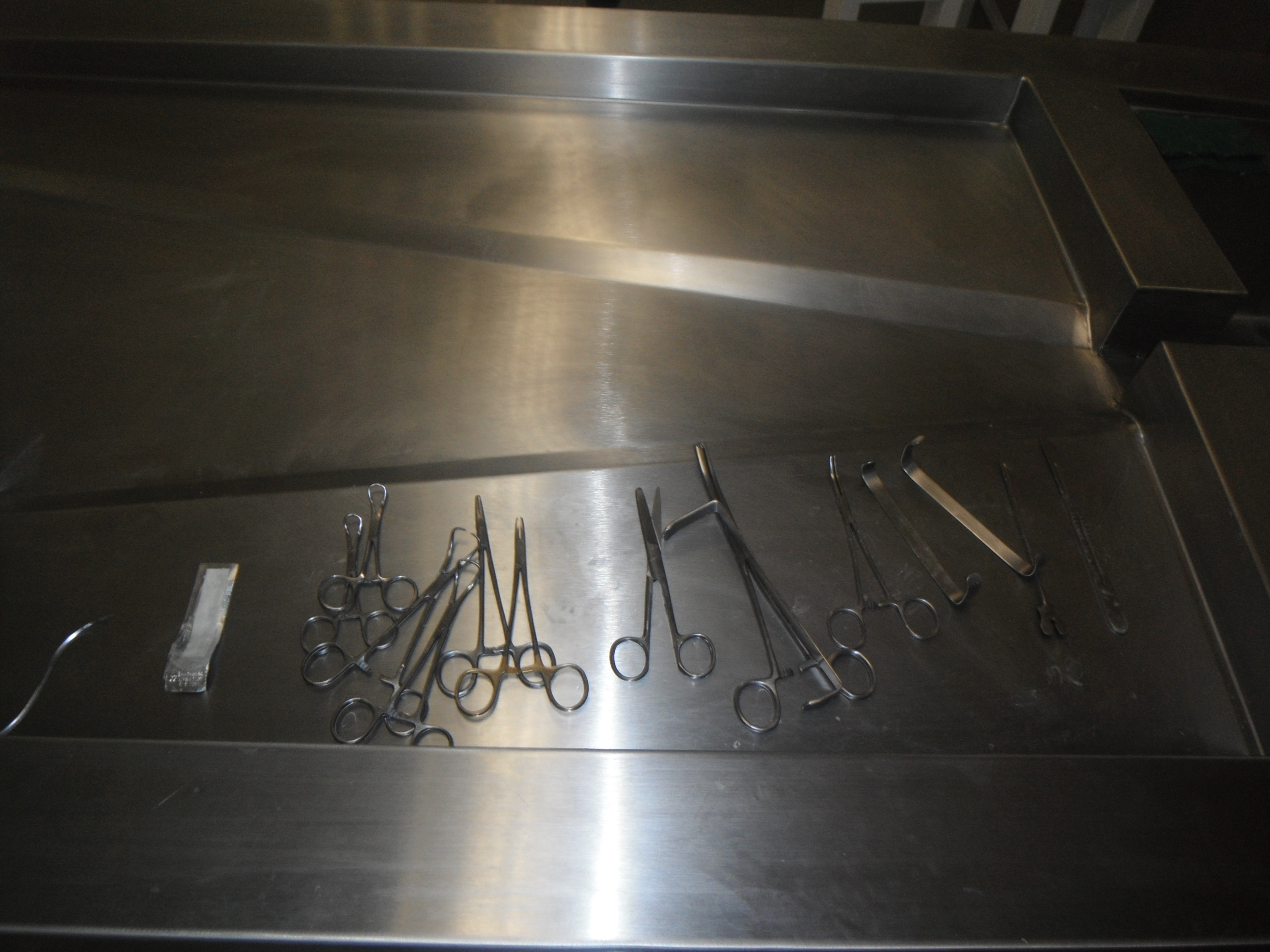
Utensilios

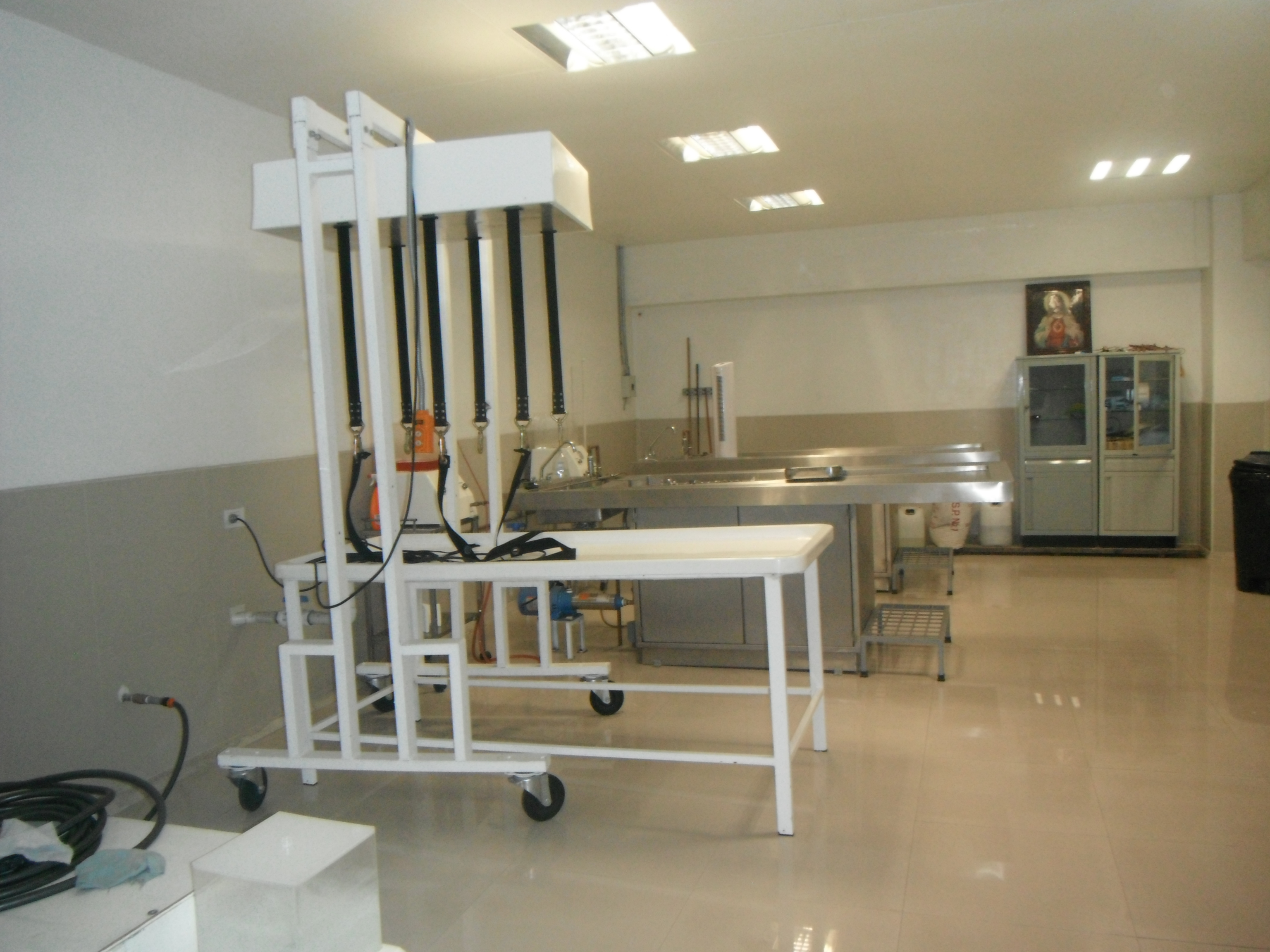
Área para embalsamar

Se sabe que está en un buen funcionamiento cuando están conectadas todas las partes de manera que no exista alguna fuga. Una bomba de inyección en línea a la cual pueden estar unidos, de forma individual o conjunta, un bombín de alimentación y un variador de avance. La identificación del conjunto de bomba es posible por un número ya que se utilizan combinaciones alfanuméricas, del 0 al 10 aproximadamente. Se gradúa con una perilla para verificar que esta gire y sea graduable. Frecuentemente debe verificarse el buen drenaje. Se calibra de 4 a 6 libras a presión dependiendo del cuerpo.
- Bomba electro-aspiradora

Esta herramienta se puede utilizar con pulsaciones o con flujo continuo, está hecha de acero inoxidable y tiene normalmente 35,6 cm de alto, 43,20 cm de ancho y 48,30 de largo. Cuenta con un motor y una bomba, lo que la convierte en automática, por lo que la persona que la utiliza solo debe ocuparse de dejar salir agua por la llave y encenderla cada vez que requiera utilizarla. El funcionamiento de esta herramienta es un secreto dentro de esta profesión, ya que a pesar de saber la función del artefacto, no conoce todo el proceso mecánico que se lleva a cabo dentro de la bomba.
- Bomba hidro-aspiradora

Esta herramienta está equipada con un freno de vacío automático, el cual ayuda a prevenir posibles contaminaciones, su succión es directamente proporcional a la presión del agua y trabaja en conjunto con la bomba hidro-aspiradora, al igual que esta, la persona que utiliza este artefacto al ser automático, únicamente debe observarlo con el fin de verificar que este funcionando adecuadamente.  La bomba hidro-aspiradora es considerada de igual manera una caja negra por las mismas razones que ya se mencionaron con anterioridad acerca de la bomba electro-aspiradora.
- Inyector de cavidades

Se utiliza para la aplicación de preservativos viscerales y dicha herramienta consiste en un troquer conectado a una manguera con rosca, el líquido debe depositarse en la rosca y finalmente se inyecta cuando este vacío.
- Juegos de trocares de válvula

Se utilizan para inyecciones intramusculares de líquido conservante. Existen unos tres tamaños de trocares;pequeño ,mediano y grande, el uso de ellos depende del tamaño del cuerpo con el que se trabaje. El más común es el mediano, ya que el pequeño se utiliza solamente para  bebés, mientras que el grande se utiliza para gente con sobrepeso. El trocar va conectado a la hidrobomba.
- Juegos de cánulas de diferente calibre y medida

Se utilizaran para el drenado vascular. El calibre utilizado de estas cánulas dependerá del diámetro vascular. Se utilizan en el extremo de la bomba de inyección y el calibre cambia en base al tamaño del cuerpo, al igual que el tamaño de la aguja.
- Doble inyección

Consiste en una bomba neumática de doble acción, manualmente operada por medio de una palanca, entubación un arreglo de cuello de ganso y una botella de cristal con fluido. Revisar que cuando se realice el bombeo, sea adecuado.
- Tubos nasales

Se utilizan junto con la bomba aspiradora para la succión de la mucosidad en la cavidad nasal y oral. Se utilizan para sacar la sangre de la nariz y de la boca, cuando sale la sangre por la manguera cuando está succionando, si se tapa, tener cuidado porque regresa el agua o el líquido en la manguera. La persona encargada de este procedimiento se percata del buen funcionamiento de los tubos nasales observando que la sangre fluya a través de ellos, ya que son transparentes. Una señal del mal funcionamiento de esta herramienta es que empieza a correr agua por medio del tubo. 
- Tubo aspirador

Se utiliza para la absorción del drenado vascular ya sea en una cavidad o en una incisión. El uso de esta herramienta es igual al de los tubos nasales.  
- Martillo manual

El uso de esta herramienta es un poco antiguo y en la actualidad las personas encargadas de realizar esta actividad no lo utilizan, dicha herramienta se utilizaba para facilitar el trabajo del cierre de la boca del cadáver, ya que con el martillo se clavaban unos clavos.
- Cauterizador eléctrico

El uso de esta herramienta también es obsoleto y consistía en un aparato con una forma similar a la de un lápiz, el cual se utilizaba para cerrar la heridas que tuviera el cuerpo después del embalsamamiento, esta herramienta se puede considerar una caja negra ya que por ser automática la persona que la utiliza solo se encarga de conectarla a la electricidad y utilizarla para quemar las heridas y de esta manera cauterizarlas sin saber todo el procedimiento mecánico que se lleva a cabo para que eso pueda pasar. 
- Soporte occipital

Esta es una herramienta manual ya que no necesita de algún complemento como electricidad ni necesita estar calibrada y la principal función de dicha herramienta es facilitar al embalsamador el arreglo final del cuerpo, como por ejemplo cuando debe peinar a las mujeres coloca el soporte a la altura de la nuca del cadáver y de esta manera la cabeza queda más elevada facilitando así la realización del peinado.
- Jeringa con aguja hipodérmica

Esta herramienta es muy importante en el proceso de embalsamamiento porque por medio de la jeringa se le inyecta al cuerpo los preservativos locales, aunque no es una jeringa común y corriente, ya que tiene una aguja de aproximadamente 20 cm de largo. La verificación del buen funcionamiento de esta herramienta es el mismo que con una aguja pequeña utilizada en cualquier hospital, el embalsamador debe asegurarse de que por la aguja fluya el líquido correctamente haciendo salir un pequeño chorro de la sustancia que se va a inyectar, si el chorro sale sin ningún problema significa que la aguja no está tapada y se puede proceder a utilizarla.